# James Bond 007: The Duel
James Bond 007: The Duel (007・死闘?, 007 Shitou) è un videogioco d'azione sviluppato nel 1992 e pubblicato da Domark per Sega Mega Drive, Sega Master System e Sega Game Gear. Vagamente basato sui racconti di Ian Fleming, il videogioco vede Timothy Dalton nei panni di James Bond.